# Кетрін Тай
Кетрін Чі Тай (англ. Katherine Chi Tai; нар. 18 березня 1974) — американська правниця, головна радниця Комітету Палати представників з шляхів і засобів. Затверджена торговим представником США Сенатом США 18 березня 2021 у співвідношенні 98-0, що зробило її єдиним членом Уряду Джо Байдена, затвердженим одноголосно.

## Ранні роки життя та освіта
Тай народилася в штаті Коннектикут, а виросла у Вашингтоні. Її батьки іммігрували до США з Тайваню. Закінчила Єльський університет і здобула ступінь доктора права в Гарвардській юридичній школі. Протягом двох років вона викладала англійську мову в Університеті Сунь Ятсена.

## Кар'єра
З 2007 по 2014 рік працювала в офісі генерального юрисконсульта торгового представника, з 2011 року була головним юрисконсультом з питань Китаю. В офісі генерального юрисконсульта вона працювала над торговими справами у Світовій організації торгівлі. У 2014 році стала торговим радником Комітету Палати представників з шляхів і засобів. Її призначили головним торговим радником у 2017 році.
Під час перебування Тай у Комітеті з питань шляхів і засобів вона відіграла важливу роль у переговорах Палати з адміністрацією Трампа щодо Угоди між США, Мексикою та Канадою (USMCA), виступаючи за посилення положень про працю. Associated Press охарактеризувала її як «прагматика з вирішення проблем у торговій політиці».

## Особисте життя
Тай вільно володіє мандаринською мовою.